# Sport Club do Recife
Sport Club do Recife, eller bara Sport eller Sport Recife, är en fotbollsklubb från staden Recife i delstaten Pernambuco i Brasilien. Klubben grundades den 13 maj 1905 efter att spelare i Náutico sammanträtt och bildat en ny klubb. Sport kallas för Leão ("Lejon") och har även ett lejon på klubbmärket. Klubbens färger är rött och svart (lejonet är dock gult). Sport har huvudsakligen två rivaler, Náutico och Santa Cruz. Matcherna mot Náutico kallas "Clássico dos Clássicos" ("Derbynas derby"), medan matcherna mot Santa Cruz kallas "Clássico das Multidões" ("Massornas derby"), eftersom de är de två mest populära klubbarna i området.
Per 2011 har klubben vunnit det nationella mästerskapet Campeonato Brasileiro Série A vid ett tillfälle, 1987, samt den nationella cupen Copa do Brasil vid ett tillfälle, 2008. Sport har även kommit tvåa i Copa do Brasil, 1989. Sport har dessutom vunnit Campeonato Pernambucano vid 39 tillfällen, bland annat fem gånger i rad 2006-2010, en svit som bröts efter en finalförlust mot Santa Cruz i Campeonato Pernambucano 2011.
Klubbens hemmaarena är Estádio Ilha do Retiro som invigdes den 4 juli 1937 och tar 30 520 åskådare vid fullsatt. Stadion heter officiellt Estádio Adelmar da Costa Carvalho, ett namn som kommer ifrån den president Sport hade när arenan byggdes. Namnet Ilha do Retiro kommer från området som arenan ligger i.